# Acalypha brachystachya
Acalypha brachystachya é uma espécie de planta com flor do gênero Acalypha, pertencente à família Euphorbiaceae.